# Jankovics Imre (dudás)
Jankovics Imre (Berzence, 1885. november 5. – Csurgó, 1971. december 15.) somogyi dudás, a Népművészet Mestere.

## Élete
Szülei római katolikus kisparasztok voltak. 1906-ban elvette feleségül az ugyancsak kisparaszti családból származó Varga Juliannát. Házasságukból 5 fiú, és egy leánygyermek született. A felnőttkort hárman érték meg, ám közülük is az egyik fiú katona korában meghalt.
Jankovics Imre gyerekkorában tanult meg dudálni, amikor is Berzencén kilenc dudást tartottak számon. Ő egy bizonyos Samu bácsitól tanult, 15-16 éves korára már jól játszott, attól kezdve minden este szolgálatban volt. Előfordult olykor, ha több éjszakán át játszott egymás után, hogy elaludt a széken, de a duda akkor is szólt a kezében. Sokszor már a táncolók rázták fel, hogy vessen véget a zenének, mert úgy elfáradtak, hogy nem bírják tovább járni a táncot. A környék falvaiba főleg lakodalmakba, mátkázó vasárnap, búcsúkba hívták játszani.
Kodály Zoltán is vendégül látta egy alkalommal. „Kodály Zoltánnak volt egy „hosszifuruglája” és nem tudta jól fújni. Édesapám fújta meg.”
1943-ban több héten keresztül játszott a Duna szállóban. 1948-ban a Liliomfi című filmben szerepelt játszotta a cigány szerepét. Egy meghívólevél tanúsága szerint 1957. augusztus 29-én 13-16 óráig a Magyar Rádió zenei osztályán volt felvételen. A Néprajzi Múzeum 1960-ban egy dudát vásárolt tőle, továbbá a dudajátékáról felvételeket készített. Sokszor készített vele felvételt Olsvai Imre budapesti népzene kutató is. A „Csurgói duda” címen Borszéki Béla írta le Jankovics dudáját, amellyel az ötvenes években néprajzi pályázat 3. helyét nyerte el. Borszéki a Tudományos Akadémia Népzenekutató csoportja  és a Népművészeti Intézet kiküldöttjeként járt gyűjtőúton Csurgón és Berzencén. Leírta a dudakészítést, sok fényképfelvételt készített. Ismertette Imre bácsi hosszúfurugláját is, amelyről részletes leírást adott. Jankovics utolsó nyilvános szereplése 1969-ben, Kapuváron az Országos Szövetkezeti Népművészeti Versenyen volt. Leánya családjával élt élete végéig.

## Elismerések
- Népművészet Mestere díj, 1955

## Publikált hangzóanyag
- Jankovics Imre dudál a Liliomfi című vígjátékban